# تورناو فور در هایده
تورناو فور در هایده (به آلمانی: Tornau vor der Heide) یک منطقهٔ مسکونی در آلمان است که در راگون-یسنیتس واقع شده‌است. تورناو فور در هایده ۴۹۰ نفر جمعیت دارد.